# Vladimir Shishelov
Vladimir Aleksandrovitch Shishelov (russe : Владимир Александрович Шишелов) (né le 8 novembre 1979 à Apcheronsk, à l'époque en URSS, aujourd'hui en Russie) est un footballeur international ouzbek, qui évolue au poste d'attaquant.

## Biographie

### Carrière en club
Il termine meilleur buteur du championnat de Moldavie en 2003-04 en inscrivant 15 buts.

### Carrière en sélection
Avec l'équipe d'Ouzbékistan, il joue 28 matchs (pour 11 buts inscrits) entre 2000 et 2012. 
Il figure dans le groupe des sélectionnés lors de la coupe d'Asie des nations de 2004, où son équipe atteint les quarts de finale.
Il joue également 7 matchs comptant pour les tours préliminaires de la coupe du monde, lors des éditions 2002 et 2006.

## Palmarès
| Zimbru Chișinău - Championnat de Moldavie : - Meilleur buteur : 2003-04 (15 buts). |  | Pakhtakor Tachkent - Championnat d'Ouzbékistan (1) : - Champion : 2004. - Coupe d'Ouzbékistan (1) : - Vainqueur : 2004. |